# Burckella sorei
Espèce
Statut de conservation UICN

 NT  : Quasi menacé
Classification phylogénétique
Burckella sorei est une espèce de plantes à fleurs de la famille des Sapotaceae. C'est un arbre endémique aux Îles Salomon.

## Répartition
Ce grand arbre est endémique aux forêts primaires de plaine de l'Île Bougainville ainsi que Îles Salomon du Sud. L'espèce est menacée par l'exploitation forestière.